# Hipótesis grecoarmenia
El greco-armenio (también llamado heleno-armenio) es un grupo filogenético hipotético del que derivarían tanto las lenguas griegas (incluyendo el antiguo macedonio), el armenio y el extinto frigio. El frigio se ha relacionado tanto con el griego como con el armenio, pero en general se lo considera más cercano al griego por lo que se postula que el frigio y el griego pueden formar una subfamilia greco-frigia dentro de este grupo.
De acuerdo con esta hipótesis basadas en evidencias diversas, estas lenguas habrían formado un grupo filogenético válido dentro de las lenguas indoeuropeas (la hipótesis rival es que tanto el griego como el armenio son ramas diferentes cada una de las cuales evolucionó de manera independiente y directa del proto-indoeuropeo). Su estatus es comparable con la hipótesis italo-celta y también con el balto-eslavo (aunque este último es menos hipotético): se considera ampliamente verosímil aunque sin ser aceptada universalmente por todos los especialistas. 
El hipotético estadio greco-armenio de acuerdo con esta hipótesis podría datarse aproximadamente hacia el III milenio a. C., sólo un poco después del también hipotético greco-indo-armenio.

## Historia
La hipótesis greco-armenia se remonta al trabajo de Pedersen (1924), quien evidenció que el número de cognados léxicos comunes a griego y armenio es mayor que el que existe entre el armenio y otras lenguas indoeuropeas, lo cual sugería una especial cercanía del armenio con el griego. Meillet (1925, 1927) investigó más aún las coincidencias morfológicas y fonológicas y postulando que el proto-griego y el proto-armenio debieron ser lenguas geográficamente cercanas o dialectos adyacentes dentro del antiguo proto-indoeuropeo. La hipótesis de Meillet se hizo popular gracias a su Esquisse (1936). Solta (1960) no fue tan lejos como para llegar a postular la existencia de un idioma proto-greco-armenio pero concluyó que considerando tanto la evidencia léxica como morfológica, el griego es claramente la lengua indoeuropea más próxima al armenio. Hamp (1976:91) apoyó la tesis greco-armenia, anticipando incluso un período "en el que se podría hablar de heleno-armenio" (lo cual implica un postulamiento de un idioma proto-greco-armenio).
Clackson (1994:202) presenta más reservas, aunque presenta evidencia en favor de un grupo greco-armenio y sugiere la posibilidad de un grupo más amplio greco-indo-armenio.
Aunque el griego está testimoniado desde una época muy temprana, permitiendo una reconstrucción bastante segura del proto-griego del III milenio, la historia más antigua del armenio es mucho menos conocida. Por otra parte, los primeros testimonios del armenio se remontan al siglo V d. C. (la traducción de la biblia de Mesrob Mashtots). Mientras que la historia anterior de la lengua está poco clara y es objeto de bastante especulación. Si bien el origen indoeuropeo del armenio está bien establecido, su desarrollo es opaco. En cualquier caso, el armenio posee préstamos léxicos que reflejan contacto lingüístico con el griego y el indorianio. Nakhleh, Warnow, Ringe y Evans (2005) compararon por diversos métodos filogenéticos y encontraron que hasta cinco procedimientos (máxima parsimonia, compatibilidad ponderada y no ponderada, agrupación por cercanía y la criticada técnica de Gray y Atkinson) apoyaban la hipótesis greco-armenia.

## Frigio, paleobalcánico y greco-indo-armenio

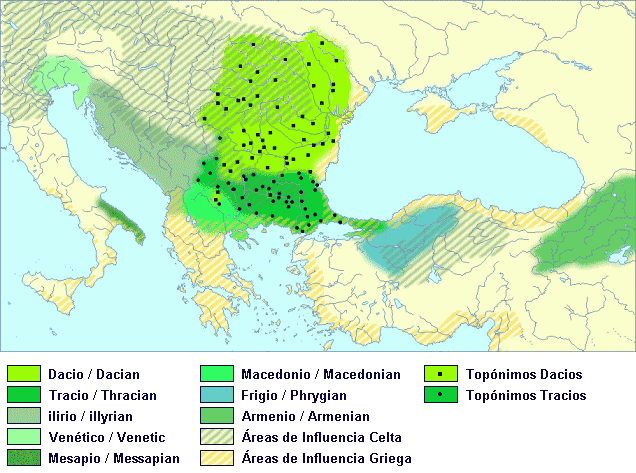
Lenguas paleobalcánicas de Europa oriental en los primeros siglos antes de nuestra era.

La evaluación de la hipótesis greco-armenia está ligada con el análisis del escasamente testimoniado idioma frigio. Además como se ha mencionado el armenio comparte algunas características de las lenguas indoiranias, en particular comparte la isoglosa satem. Otro problema interrelacionado es la cuestión del indoeuropeo paleobalcánico, es decir, si existe un grupo indoeuropeo más amplio que incluya algunas lenguas antiguas habladas en los Balcanes, como el albanés, el tracio o el dacio, y que incluya además al griego y/o al armenio. La existencia de un grupo paleobalcánico ha sido defendida por G. Neumann, G. Klingenschmitt, J. Matzinger o J. H. Holst. Este grupo balcánico a su vez parece consistente con el trabajo léxicostadístico de method of H. J. Holm.